# Blakeney Point
 (avril 2018).
Si vous disposez d'ouvrages ou d'articles de référence ou si vous connaissez des sites web de qualité traitant du thème abordé ici, merci de compléter l'article en donnant les références utiles à sa vérifiabilité et en les liant à la section « Notes et références ».
Pour les articles homonymes, voir Blakeney.
Blakeney Point (également appelé Réserve Naturelle Nationale de Blakeney) est une réserve nationale naturelle située près des villages de Blakeney, Morston et Cley next the Sea sur la côte nord du comté de Norfolk en Angleterre. 
La présence d'une pointe de sédiments de 6,4 km (4 miles) et de dunes de sable est sa caractéristique principale, mais la réserve comprend également des marais salants, des vasières dues aux marées et des fermes remises en état. La réserve est gérée par la National Trust depuis 1912 et se situe sur le Site d'Intérêt Scientifique Spécial de la côte nord du Norfolk (SSSI) protégé via Natura 2000, Zone de Protection Spéciale (ZPS), l'Union internationale pour la conservation de la nature (UICN) et les listings RAMSAR. La réserve est reconnue comme « Area of Outstanding Natural Beauty (AONB) » (littéralement, « Espace de remarquable beauté naturelle ») ainsi que comme une réserve de biosphère. La zone a été étudiée depuis plus d'un siècle suivant des principes écologiques novateurs par le botaniste Francis Wall Oliver et un programme de baguage initié par l'ornithologue Emma Turner. 
La région a une longue histoire d'occupation humaine; les ruines d'un monastère médiéval et de « Blakeney chapel » (probablement une habitation domestique) sont enterrées dans les marais. Les villes protégées par la pointe sédimentaire étaient, autrefois, d'importants ports mais des programmes de remblaiements commencés au 17e siècle finirent par l'envasement des canaux de la rivière.